# Chris Greenwood
Chris Greenwood (Detroit, 10 luglio 1989) è un ex giocatore di football americano statunitense che ha militato nel ruolo di cornerback nella National Football League (NFL). Fu scelto nel corso del quinto giro (148º assoluto) del Draft NFL 2012 dai Detroit Lions. Al college ha giocato a football ad Albion.

## Carriera

### Detroit Lions
Il 28 aprile 2012 Greenwood fu scelto nel corso del quinto giro del Draft 2012 dai Detroit Lions. Nella sua prima stagione non scese mai in campo